# قرار مجلس الأمن التابع للأمم المتحدة رقم 1904
قرار مجلس الأمن التابع للأمم المتحدة رقم 1904، الذي تم تبنيه بالإجماع في 17 ديسمبر 2009، بعد أن كرر «إدانته القاطعة» لأسامة بن لادن وطالبان والقاعدة على «الأعمال الإرهابية الإجرامية المستمرة والمتعددة»، اتخذ المجلس تدابير جديدة لنظام العقوبات الذي فرضه منذ عقد من الزمن على الجماعات والأطراف الأخرى المرتبطة بها. نشأ قرار اعتماد تدابير جديدة من الأسئلة التي نشأت منذ القرار 1267 (1999) والقرارات اللاحقة التي فرضت قيود السفر وتجميد الأصول وحظر الأسلحة على أسامة بن لادن وطالبان والقاعدة والجماعات الأخرى المرتبطة بها والتي وضعت على «القائمة الموحدة» التي جمعتها لجنة مجلس الأمن المنشأة بموجب القرار 1267.

## تفاصيل
وأعرب المجلس، وهو يتصرف بموجب الفصل السابع من ميثاق الأمم المتحدة، عن قلقه إزاء زيادة عمليات الاختطاف وأخذ الرهائن من قبل أفراد أو جماعات لتحقيق مكاسب سياسية أو بهدف جمع الأموال. وأضاف تدابير أخرى بالإضافة إلى تلك الواردة في القرار 1267 (1999)، بما في ذلك الدول الأعضاء للسماح بإضافة الحسابات المجمدة «لأي مدفوعات لصالح الأفراد أو الجماعات أو المؤسسات أو الكيانات المدرجة في القائمة»، شريطة أن تكون هذه المدفوعات خاضعة بالفعل لتدابير سابقة. وأبلغ المجلس لجنة العقوبات بضرورة تنفيذ الاستثناءات لأسباب إنسانية بشفافية.
كما أن القرار 1904 سيزيد من كفاءة «القائمة الموحدة»، من خلال تبسيط عملية إدراج أسماء الأفراد والكيانات في القائمة، على سبيل المثال، من خلال مطالبة الدول الأعضاء بتقديم أكبر قدر ممكن من المعلومات إلى لجنة العقوبات.
أنشأ المجلس، في القرار 1904، مكتب أمين المظالم لفترة أولية مدتها 18 شهرًا للتعامل مع قضايا الشطب. يتم تعيين المسؤول من قبل الأمين العام، وبالمسؤوليات الموضحة في المرفق الثاني من القرار.
ووجه القرار لجنة العقوبات لاستكمال مراجعتها لجميع الأسماء المدرجة في «القائمة الموحدة» بحلول 30 يونيو 2010، وإجراء مراجعة سنوية لجميع الأسماء التي لم تتم مراجعتها منذ ثلاث سنوات أو أكثر. وطالب اللجنة كذلك بإجراء استعراض شامل لجميع المسائل المعلقة المعروضة عليها وحث الفريق على حل هذه القضايا قدر الإمكان، بحلول 31 كانون الأول / ديسمبر 2010.
أخيرًا، قرر المجلس أيضًا تمديد ولاية فريق المراقبة الذي يتخذ من نيويورك مقراً له والذي أنشأه في عام 2004 بموجب القرار 1526، لمدة 18 شهرًا أخرى، بالإضافة إلى مطالبته بمواصلة تنفيذ الإجراءات الواردة في التقرير الموصوف في القرار 1822 (2008).